# Shizuka Matsuo
Shizuka Matsuo (en japonés: 松尾静香, Matsuo Shizuka; Osaka, 24 de noviembre de 1986) es una deportista japonesa que compitió en bádminton. En los Juegos Asiáticos de 2014 consiguió una medalla de bronce en la prueba de equipo.

## Palmarés internacional
| Juegos Asiáticos | Juegos Asiáticos        | Juegos Asiáticos  | Juegos Asiáticos |
| Año              | Lugar                   | Medalla           | Prueba           |
| ---------------- | ----------------------- | ----------------- | ---------------- |
| 2014             | Incheon (Corea del Sur) | Medalla de bronce | Equipo           |